# Lodovico Nogarola
 (mai 2023).
 (mai 2023).
Lodovico Nogarola, né probablement en 1509 à Vérone et mort en 1559, est un philologue italien de la Renaissance.

## Biographie
Né à Vérone d’une famille illustre, vers le commencement du XVIe siècle, il étudie la langue grecque et acquiert par ses traductions de cette langue en latin, une grande réputation. En 1545, il est chargé avec deux autres notables de veiller à ce que la ville de Vérone soit pourvue de vivres pour prévenir la famine. Peu après, on l’envoie au Concile de Trente, où il prononce le jour de la fête de la Saint-Étienne un discours qui est imprimé. En 1554, il fait partie des ambassadeurs qui vont complimenter de la part de la ville de Vérone, le nouveau doge Francesco Venier. En cette occasion, il est fait chevalier de cette république. De retour en sa patrie, il est élu au mois de février 1555 président de la juridiction des ouvriers de la soie. Il accompagne Guidobaldo II della Rovere à Rome, où il allait prendre possession du gouvernement des troupes des États pontificaux, que le pape Jules III lui avait donné. Il meurt à Vérone en 1559. Valerio Palermo, orateur et poète de cette ville, fait son éloge funèbre qui a été imprimée à Venise en 1564.

## Œuvres
En 1532, Nogarola publie à Vérone la traduction latine du De iis qui in fidem dormierunt de saint Jean Damascène. En 1549, il donne à Venise Apostolicæ institutiones in parvum libellum collectæ. On y trouve le discours qu'il prononce au Concile de Trente. En 1552, il fait imprimer au même lieu un traité latin touchant l’accroissement du Nil, imprimé à Milan en 1626 in-4° sous le titre de Timotheus, sive de Nilo. La première édition est très rare. Cet ouvrage est suivi des Platonicæ Plutarchi quæstiones in latinum versæ et annotationibus illustratæ, Venise, 1552, in-4°. L'ouvrage le plus important de Nogarola est sa traduction du livre de Ocellos De Universi natura, sur un manuscrit qui lui est communiqué à Rome par Basilio Zanchi, poète de Bergame. Il commence dès lors cette traduction, mais la maladie l’oblige à l’interrompre, et il ne l’achève qu’au mois de janvier 1558. Elle paraît à Venise en 1559 et elle est réimprimée à Heidelberg en 1598 et à Cambridge en 1671. 
En 1646 on donna à Bologne une nouvelle traduction de cet ouvrage par Carlo Emanuele Vizzani, avec de savantes notes de Nogarola. Avant celui-ci, l’ouvrage d’Ocellus avait déjà été traduit, d'abord par Guillaume Chrétien, médecin du roi François Ier dont la traduction parut à Lyon en 1541, puis par Jean Boschius, qui publia la sienne à Louvain en 1554.
Les autres ouvrages de Nogarola sont :
- une lettre latine à Adamo Fumano, chanoine de Vérone, sur les hommes illustres d'Italie qui ont écrit en grec. Cette lettre se trouve dans la traduction du livre d’Ocellus à Venise, dans les Opuscula mythologica, physica et ethica de Thomas Gale (Cambridge, 1671) et dans les Supplementa et observationes ad Vossium de historicis græcis et latinis, de Johann Albert Fabricius (Hambourg, 1709).
- Scholia ad Themistii paraphrasim in Aristotelis librum tertium de anima, Venise, 1570.
- Disputatio super reginæ Britannorum divortio, in-4°.